# Рудниково (Вологодская область)
Рудниково — деревня в Кичменгско-Городецком районе Вологодской области.
Входит в состав Енангского сельского поселения, с точки зрения административно-территориального деления — в Нижнеенангский сельсовет.
Расстояние по автодороге до районного центра Кичменгского Городка составляет 51 км, до центра муниципального образования Нижнего Енангска — 1 км. Ближайшие населённые пункты — Харюково, Лаврово, Нижний Енангск.
Население по данным переписи 2002 года — 50 человек (23 мужчины, 27 женщин). Всё население — русские.